# Popivka
Popivka (ucraïnès): Попівка, o Popovka Поповка (rus) és un poble de la República Autònoma de Crimea a Ucraïna, que el 2014 tenia 292 habitants. Pertany al districte rural de Saki.